# オルスベルク
オルスベルク (ドイツ語: Olsberg, [ˈɔlsbɛrk])はドイツ連邦共和国ノルトライン＝ヴェストファーレン州アルンスベルク行政管区のホーホザウアーラント郡に属す市である。この街は、州統計局の分類では「グローセ・ラントゲマインデ」（大きな地方都市）に分類されており、中規模中心都市の一部機能を代行するグルントツェントルム（基本的機能を備えた中心都市）の地位を担っている。この街はオーベラー・ルールタール（ルール川上流域）に位置している。ブルーフハウゼン市区との境界の北西端にノルトライン＝ヴェストファーレン州の最高峰、海抜 843.2 m のランゲンベルクがある他、500 m 以上の山が 50ほど市内に存在する。オルスベルクは州指定のクナイプ水浴地である。

## 地理

### 位置

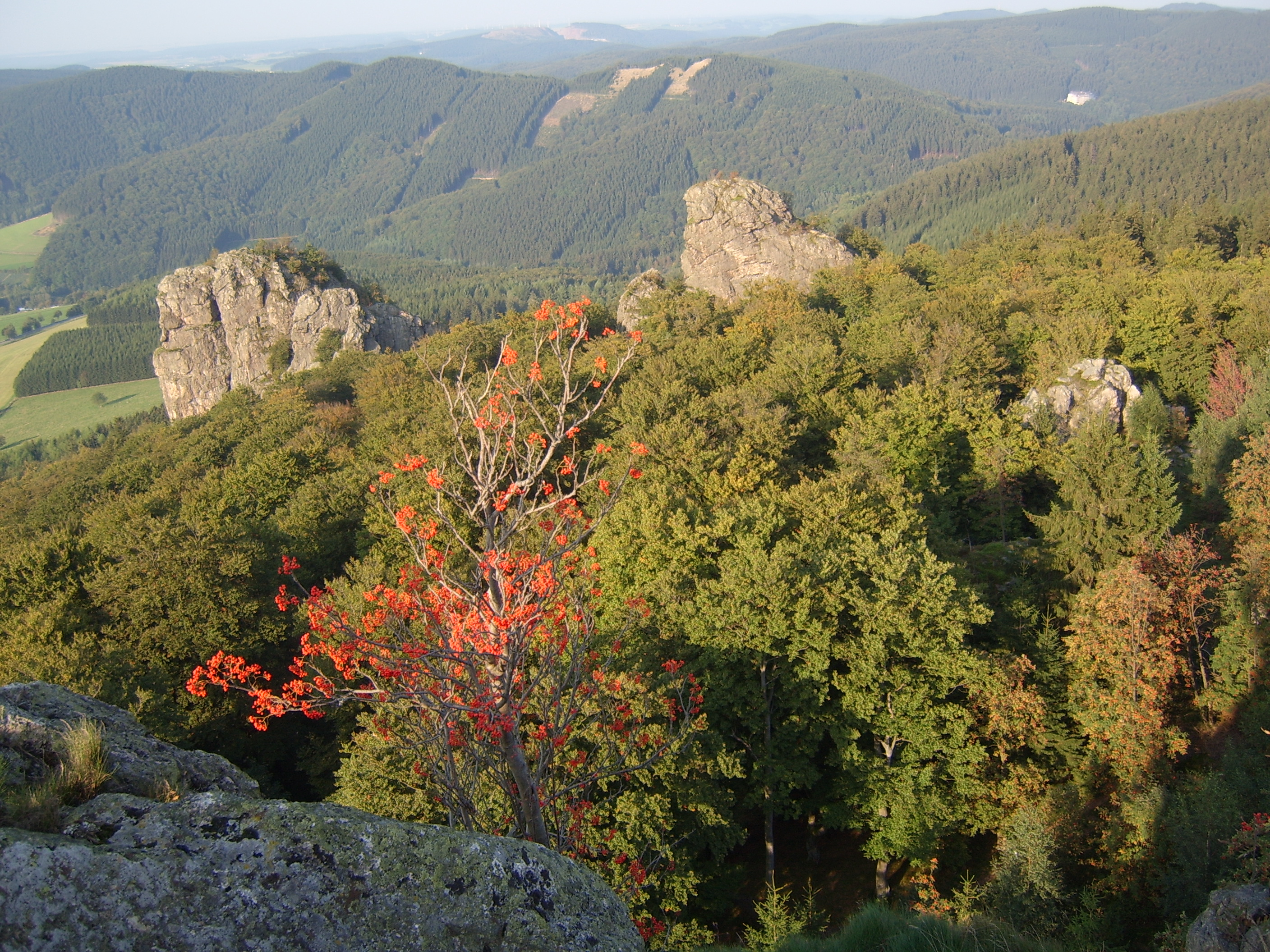
ブルーフハウザー・シュタイネを構成するボルンシュタイン（左）とゴルトシュタイン（右）。写真はやはりブルーフハウザー・シュタイネを構成するフェルトシュタインから撮影している。

オルスベルクは、北西のアルンスベルクの森自然公園と東のディーメルゼー自然公園との間のルール川の谷に位置している。南はロタール山地に接している。
ホーホザウアーラント東部のオルスベルク市の地勢は、大部分が森に覆われた高地と、川が流れる草地の谷が特徴である。中核市区は幅広い谷に位置しており、南から流れてきたまだ若いルール川はここで流れを西向きに変え、中核市区のすぐ下流でこの街の市域から離れる。この地点が、海抜 313 m の市内最低地点である。
オルスベルクの中核地域は、北をランガー・ベルク (555 m)、東をアイゼンベルク (606 m)、南をオルスベルク (703 m) およびシュタインヘレ (613 m) といった高地に囲まれている。ノルトライン＝ヴェストファーレン州の最高峰であるランゲンベルク (843 m) が、市域の最も南東部、ヘッセン州との州境に位置している。
本市の市域内で、東から流れてきたギールスコップバッハ川がルール川に合流する。ギールスコップの上流では大きく弧を描く流れに沿ってエレリングハウゼン市区とブルーフハウゼン市区がある。この谷の周囲で目につくのが、4つの巨大な斑岩からなる「ブルーフハウザー・シュタイネン」を持つ高さ 721 m のイステンベルクである。イステンベルクとその南に隣接するヘムベルク (730 m) の上をライン＝ヴェーザー分水帯が通っている。この分水帯の東側を流れるシュマラー川はホペッケ川やディーメル川を経由してヴェーザー川に下るが、西側のギールスコップ川はルール川を経由してライン川に流れ込む。
オルスベルク中核市区の南で、北向きに流れてきたネーガー川がルール川に西岸から合流する。ネーガー川の谷には、ブルンスカペル市区とヴルメリングハウゼン市区がある。ネーガー川合流前のルール川の谷にはヴィーメリングハウゼン市区とアシングハウゼン市区が位置している。
オルスベルクの市域西部を北に向かって流れるエルペ川の谷にはかつての鉱山町エルペとハインリヒスドルフがある。エルペ川が市域を離れる直前の東側にゲヴェリングハウゼン市区がある。
アントフェルト市区の北側にアントフェルトの森がある。高度約 550 m に達するこの高地は、アルンスベルクの森自然公園の東の突出部に属す。

オルスベルクの市区図

### 隣接する市町村
オルスベルクは、南はヴィンターベルク、西はベストヴィヒ、東はブリーロンと境を接している。これらの市町村は、オルスベルク自身と同じホーホザウアーラント郡に属す。北はゾースト郡のリューテン、南東はわずかな区間であるがヘッセン州のヴィリンゲン（ヴァルデック＝フランケンベルク郡）と接している。

### 市の構成
オルスベルク市は、以下の12地区で構成されている: アントフェルト、アシングハウゼン、ビッゲ、ブルーフハウゼン、ブルンスカペル、エレリングハウゼン、エルペ/ハインリヒスドルフ、ゲヴェリングハウゼン、ヘルメリングハウゼン、オルスベルク、ヴィーメリングハウゼン、ヴルメリングハウゼン。
総面積 11,787 ha（2015年現在）のうち、1,408 ha が住宅地および交通用地であり、2,486 ha が農業に利用されている。市域の多くは、7,828 ha を占める森林である。
中心となる重要な地域、中核地域は旧町村のビッゲとオルスベルクで構成されている。この地域には全人口の約半数が住んでおり、ショッピング、行政、インフラ施設、その他が集中している。都市建設上重要なのが、1980年代初めにビッゲとオルスベルクの間の工業地域に新都心が建設されたことであった。これによりオルスベルクは、町域を超えて重要な町となり、市は中級中心都市に近い機能を得ることとなった。

### 気候
オルスベルクでは、霧の少ない中低山地気候が支配的である。市域の内部は高度の違いにより、年間降水量が 900 mm から 1400 mm まで変動する。年間平均気温は、5 ℃から 8 ℃の間である。
海抜 413 m に位置するブルンスカペル地区では、ドイツ気象庁の1961年から1990年の記録で平均年間降水量は 1141.3 mm であった。最も降水量が多い月は1月と12月でそれぞれ 112.2 mm と 124.5 mm であった。一方、最も降水量が少なかったのは2月と9月で、それぞれ 78.7 mm と 78.6 mm であった。

## 歴史
現在の市域の一部では、ローマ時代以前の鉄器時代から、少なくとも散発的には定住がなされていた。避難城砦ブルーフハウザー・シュタイネは、紀元前6世紀から紀元前3世紀に造られた。

### 中世
現在本市に含まれている様々な集落は、11世紀から12世紀に文献に記録されている。オルスベルク集落は、1281年に初めて記録されている。この頃には、ギールスコップ、ドレンクハウゼン、ドゥインクハウゼン、オルスベルクといった集落があった。16世紀から17世紀には益々多くの住民が、大きくなったこの辺りの村（たとえばオルスベルクには簡単な防衛施設が設けられた）に定住した。このために「ヴォーンプラッツ」と呼ばれる小さな居住地の多くが荒廃した。
現在の市域の土地を所有していたのは、貴族領主グラーフシャフト家であった。彼らは、ネーガー（その後廃村となった）、ブルンスカペル、アシングハウゼンの各教区に所領を有していた。これを統合したのがブルンスカペル代官区であった。しかし彼らはケルン大司教に反して独自の領主権を築くことはできなかった。中世には、現在の市域の大部分はいわゆるアシングハウザー・グルントであった。秘密裁判所の主権は、13世紀末までアルンスベルク伯に属していた。ゴットフリート4世の時代に、フェーメ（秘密裁判所）は隣のヴァルデック伯に移譲された。裁判所として、アシングハウゼンの秘密刑事裁判はきわめて重要であった。

### 近世
ケルン大司教も権利を主張したため、アシングハウザー・グルントは17世紀になるまでケルン選帝侯とヴァルデック伯との間で帰属が定まらない状態であった。最終的には、17世紀にケルン選帝侯領となった。これにより、オルスベルク周辺地域はヴェストファーレン公領に属すこととなった。
オルスベルク周辺地域は三十年戦争の影響で大きな被害を受けた。特に1637年以降、この地域はスウェーデン兵とヘッセン兵によって荒廃させられた。住民の 3/4 が死亡または重大な傷害を負ったため、1638年のアシングハウザー・グルントの課税見積額は大幅に減少せざるを得なかった。終戦時点でこの地域には何百棟もの建物が破壊されていた。現在この街に属する町村の農場の多くは長年荒廃したままであった。いくつかの集落は再建されなかった。
17世紀から18世紀に、オルスベルクには41軒の専業農家と10軒の兼業農家があった。さらに小屋を相続している住民が3家族、相続しない住民が6家族いた。アシングハウザー・グルントにおける19世紀の1戸あたりの平均土地面積は3モルゲンと極めて小さかった。その理由は、ヴェストファーレン公領の多くの地域とは異なり、ここでは相続法が実際に適用されたためである。
中世以降、この地域では鉄鉱石が採掘・精錬されていた。17世紀には現在本市に属しているいくつかの集落に精錬所が設けられた。1629年にはビッゲに2つ、オルスベルクに1つ、ブルーフハウゼンに1つの精錬所があった。さらにいくつかの鍛造所も設けられた。これらの多くの事業所は19世紀に工業の競合に敗れて消滅した。分野を特化することで成功したのがオルスベルク精錬所であった。

### 19世紀から20世紀

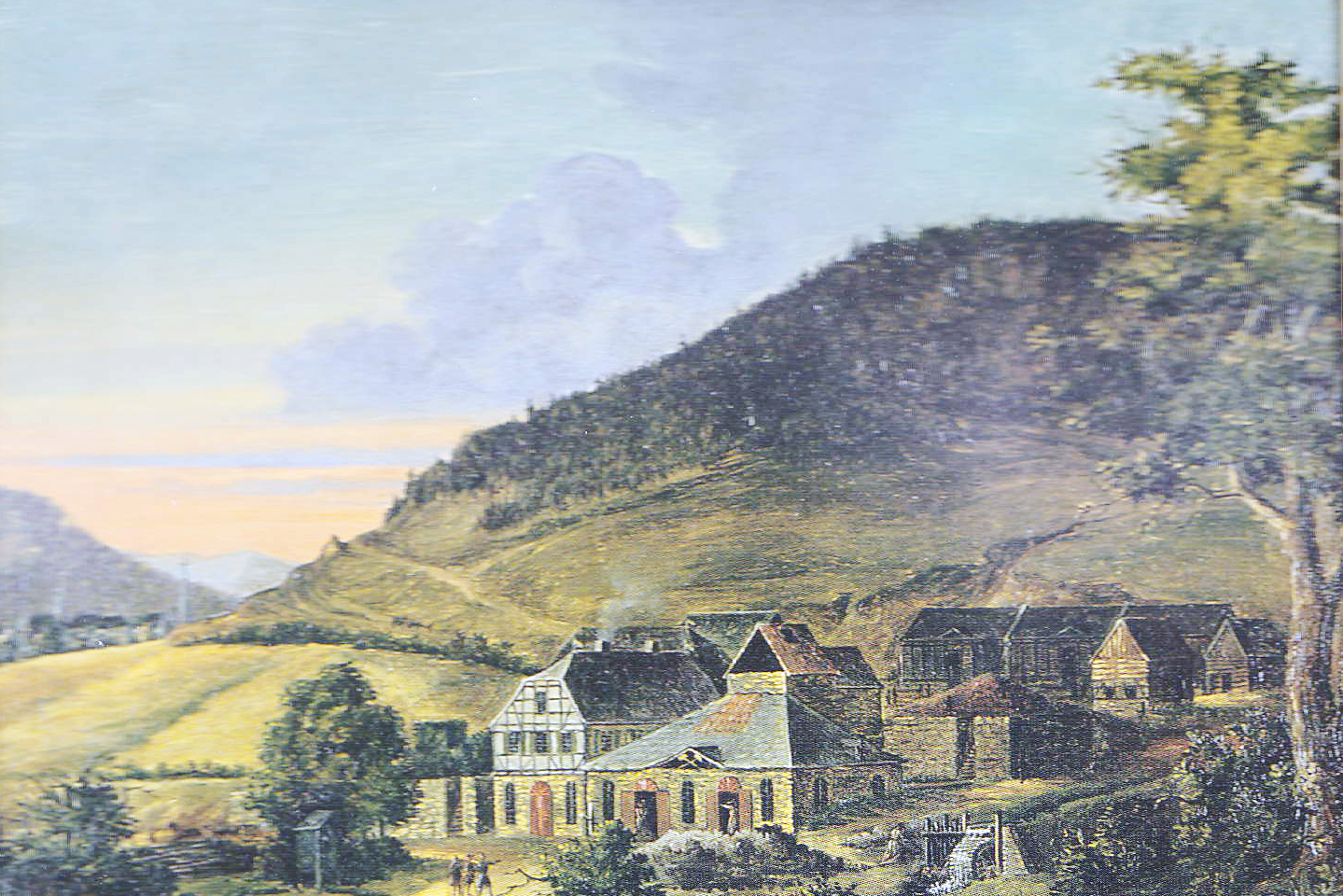
1832年にエンゲルベルト・ザイベルツが描いたオルスベルガー・ヒュッテ

現在のオルスベルク市の地域は、1848年/1849年革命の初めに、他の村と比較して、飛び抜けて激烈な農民騒擾が起こった。ビッゲとアシングハウゼンでは土地領主の館が放火される寸前であった。ブルーフハウゼンでは、あからさまな暴力行為が行われた。群集がブルーフハウゼン城の経理役場の建物に乱入し、革命歌を歌い、自由と正義を叫んだ。建物は荒らし回され、窓や家具は破壊され、書類や会計簿は焼却された。
商業に関しては、いくつかの集落では19世紀に農業の他に、多くの住民が商業に携わっていた。ビッゲでは1892年に、農民 8人、農家の奉公人 40人、日雇い労働者 6人、鉱工業の労働者 40人、職人 46人、商業/運輸業従事者 20人、サービス業従事者 12人、未亡人 26人が住んでいた。
高い専門性を有するオルスベルク精錬所の鋳型工を中心に、ビッゲ＝オルスベルクはキリスト教労働組合運動の牙城に発展していった。労働者の大部分が1903年からキリスト教金属加工連合に組織されていった。彼らは1910年に激しいストライキを行った。第一次世界大戦後オルスベルクは専任の組合幹部の本部所在地となった。
1909年からオルスベルクに電力が供給された。1927年から1928年に堰止め湖が造営された。
政党政治については、オルスベルクは中央党の牙城であった。1930年にNSDAPの地域グループが結成され、すぐに極めて活動的になった。彼らはここからブリーロン郡南部に影響力を波及させていった。1932年、著名な NSDAP 構成員であったアウグスト・ヴィルヘルム・フォン・プロイセンは、大規模な党大会を話題にした。抗議の声が上がると、親衛隊が反対者に対して暴力をふるった。
第二次世界大戦では、1944年9月24日にこの街は初めて連合軍による空爆を受けた。翌月には、鉄道とオルスベルク精錬所を主要目標とする、さらに大規模な攻撃が行われた。1945年3月25日には、低空飛行の飛行機による攻撃によって、駅で6両の機関車が破壊され、多くのドイツ兵が死亡した。1945年3月29日にアメリカ軍が隣のブリーロンを占領した後、ドイツの兵士グループはオルスベルクを通って逃亡した。オルスベルクにいたブリーロン郡の NSDAP の郡指導者はすぐにいくつかの書類を焼却しようとした。NSDAP郡指導者はさらに国民突撃隊を召集した。陣地と対戦車バリケードが設けられ、橋に炸薬が仕掛けられた。4月1日、オルスベルクは連合軍による包囲地域ルール・ポケットの一部となった。1945年4月2日から3日に、アメリカ軍第9歩兵師団はブリーロンおよびアルテンビューレンから市内を標的に砲撃を行った。これにより2人の市民が死亡した。NSDAP郡指導者の家を含む数多くの建物が破壊された。4月5日の12時頃、現在のオルスベルクの市区としては最初にヴィーメリングハウゼンが制圧された。同日にアシングハウゼン、ヴルメリングハウゼン、ブルンスカペル、ブルーフハウゼン、エレリングハウゼンも占領された。オルスベルク自身は抵抗を続けたため、戦車隊は一旦後退し、再び砲兵隊の砲火が放たれた。4月6日から7日の激しい市街地戦の末、オルスベルクは制圧された。オルスベルクだけで、ドイツ側の武装兵120人が命を落とした。この比較的大きな損失は、最後の無意味な戦闘によるものであり、特に国民突撃隊員、15歳の勤労奉仕隊の若者、敗走してきた兵士には不十分な装備しか与えられていなかった。亡くなった戦闘員は主にザウアーラント義勇軍に所属していた。4月6日にはビッゲ、ヘルメリングハウゼン、アントフェルトもアメリカ軍に占領された。現在の市域に属する集落としては最後に、4月7日にエルペ、ハインリヒスドルフ、ゲヴェリングハウゼンが占領された。ブルンスカペルは連合軍の射撃や爆撃でひどく破壊された。この集落では49棟の家屋の内、7棟が焼失し、教会や学校を含む21棟が甚大な損傷を負った。残りの建物もすべて屋根や窓が壊されていた。第二次世界大戦では120人のオルスベルク住民が死亡した。その多くは東部戦線で兵士として、あるいは捕虜として亡くなった。
1970年代から1980年代初めにかけて、ルールタールシュペレンフェライン（直訳「ルール川の谷の堰協会」、RTV）は、ブルンスカペル近郊のネーガー川の谷にネーガータール堰を建設する計画を立てた。ブルンスカペル集落はそのダム湖に水没する計画であった。この計画は、1982年にアルンスベルク行政管区の計画確定委員会に対する谷の住民の抵抗を引き起こした。ミュンスター上級行政裁判所は、ダムの必要性を裏付けた「水利学的許容量算出の本質的なポイント」をアルンスベルク行政管区長官が詳細に検討していなかったとして、1984年にこの計画を終結させた。

### 市町村合併
オルスベルクはノルトライン＝ヴェストファーレン州の自治体新設に伴い、1975年1月1日にビッゲ＝オルスベルク市（1969年7月1日に合併していた）にアムト・ビッゲに属していた独立した町村であったアントフェルト、アシングハウゼン、ブルーフハウゼン、ブルンスカペル、エレリングハウゼン、エルペ、ヘルメリングハウゼンヴィーメリングハウゼン、ヴルメリングハウゼン、およびアムト・ベストヴィヒに属していたゲヴェリングハウゼンが合併して成立した。

## 住民

### 人口推移
ブリーロン郡の多くの村では、19世紀に工業化以前の産業が衰退したことにより住民が流出し人口が低下したが、鉄道の開通やビッゲとオルスベルクとの間に工業が興ると比較的大きな人口増加が起こった。
| 年   | 人口（人） |
| ---- | ---------- |
| 1818 | 424        |
| 1858 | 719        |
| 1867 | 840        |
| 1871 | 988        |
| 1885 | 1,026      |
| 1895 | 1,237      |
| 1905 | 1,590      |
| 1925 | 1,663      |
| 1933 | 2,014      |
| 1939 | 2,327      |
| 1950 | 3,131      |
| 1961 | 3,068      |

ビッゲ町は1961年6月6日の住民調査で3,146人の人口を数え、3,068人のオルスベルク町を凌駕していた。
| 年   | 人口（人） |
| ---- | ---------- |
| 1961 | 6,214      |
| 1970 | 6,790      |
| 1974 | 7,051      |

オルスベルク市の人口は1998年までおおむね一方的に増加していった。その後大幅な人口減少が見られた。一般人口統計値の推移から本市は特に18歳から30歳の住民を移住によって失った事が判る。住民は、他の町よりも急速に高齢化した。移住による人口減少は、オルスベルクにおいて近隣のブリーロン、マールスベルク、シュマレンベルク、ズンデルン、ヴィンターベルクに比べて顕著で、東ドイツの市町村に比肩するほど大きかった。2006年から2025年までの間に人口はさらに 11.3 % 減少すると予測されている。2025年までに80歳以上の人口比率は倍増する予想である
| 年   | 人口（人） |
| ---- | ---------- |
| 1975 | 14,141     |
| 1979 | 14,180     |
| 1984 | 14,054     |
| 1989 | 14,715     |
| 1994 | 16,030     |
| 1999 | 16,349     |
| 2004 | 15,872     |
| 2009 | 15,223     |
| 2012 | 14,786     |
| 2015 | 14,874     |

### 宗教

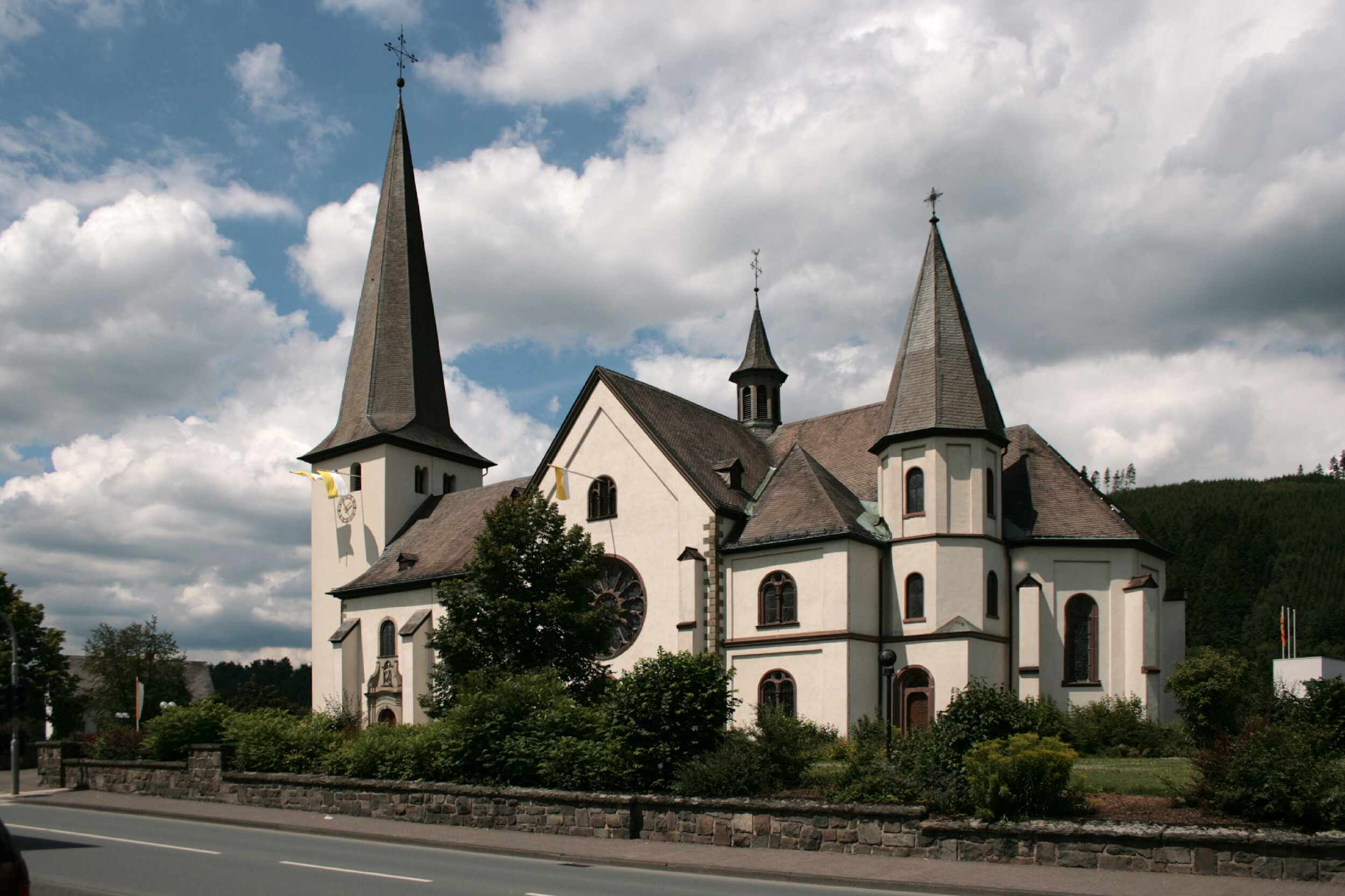
オルスベルク＝ビッゲのカトリック聖マルティン教会

ブルンスカペルの教会組織の成立は11世紀、ビッゲでは13世紀、アシングハウゼンでは14世紀にまで遡る。オルスベルクは1915年に固有の教区が形成されるまでビッゲの支教会区であった。新たに建設されたオルスベルクの教会は1903年に完成した。この教会は、増加する人口に対して小さすぎる1747年建造の礼拝堂に替わるものであった。
かつてケルン選帝侯が治めるヴェストファーレン公領に属していたことから、この街では現在もカトリック教会が最大の宗教団体である。住民の約 70 % がその信者であり、福音主義は 15 % で、13 % が多の宗教団体に属すか無宗教である。
オルスベルクのカトリック信者はパーダーボルン大司教区のホーホザウアーラント東首席司祭区に属す。2011年11月30日まではオルスベルク＝フライアー・グルント司牧連合に7団体、ビッゲ司牧連合に5団体が属していた。2011年12月1日に大司教区の組織改編があり、両司牧連合はビッゲ聖マルティン教会を本部とするビッゲ＝オルスベルク地域司牧会に属すこととなった。将来的には、3つの司祭組織を含むビッゲ＝オルスベルク司牧連合となる予定である。
1898年に福音主義礼拝堂が建設され、1957年から固有の教会が設けられた。オルスベルク＝ジートリングハウゼン教会はヴェストファーレン福音主義教会のアルンスベルク教会クライスに属す。
ホロコーストの時代までビッゲには少なくとも1人のユダヤ人が住んでいた。1737年にはすでにアシングハウゼンとビッゲにユダヤ人の学校教師が暮らしていた。シナゴーグは1819年以前に設けられた。ユダヤ系住民はヴィーメリングハウゼンにもいた。1873年から1935年まで埋葬がなされたユダヤ人墓地も存在する。

## 行政

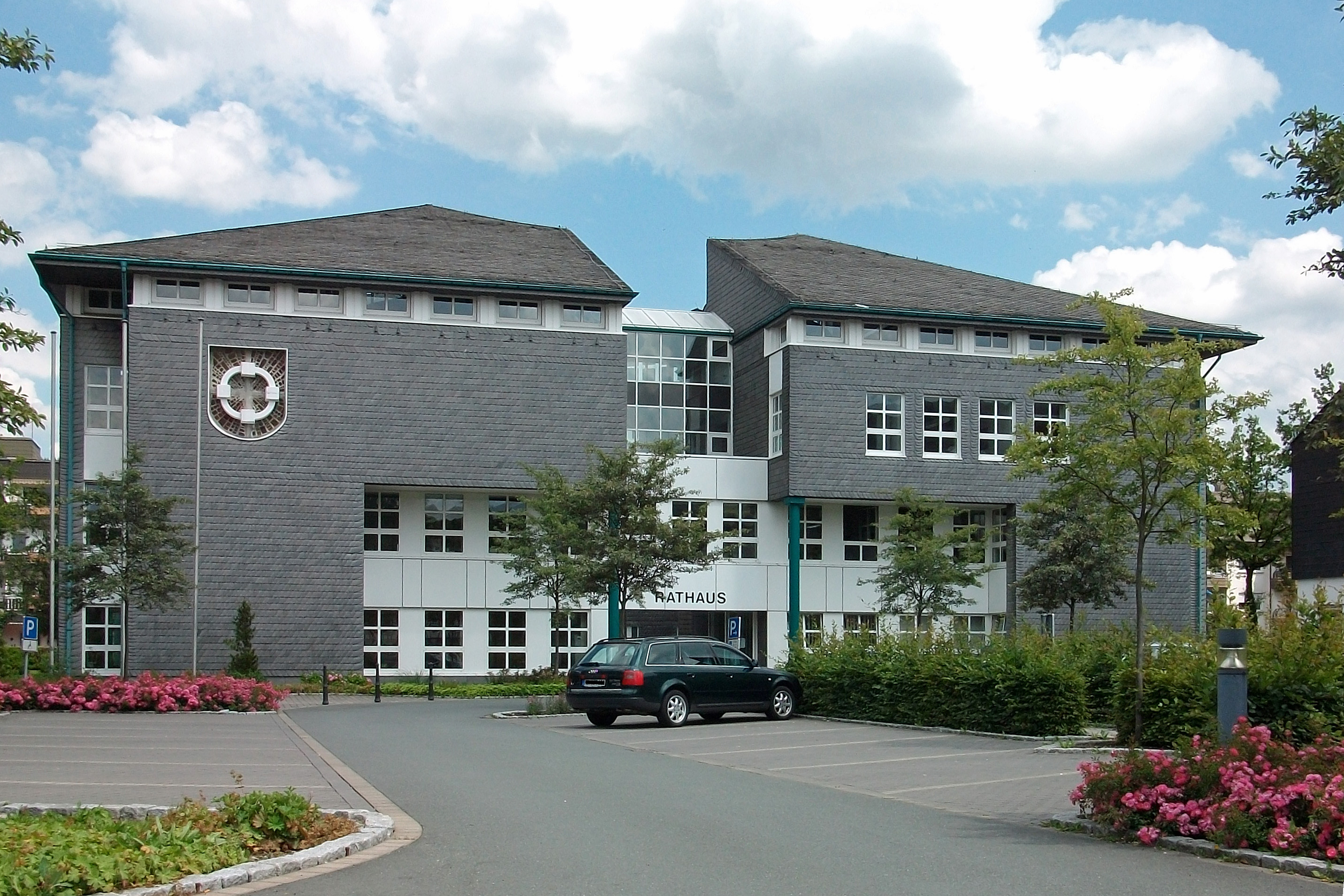
オルスベルク市庁舎

### 市議会
オルスベルクの市議会は 32議席からなる。

### 市長
オルスベルクの市長はヴォルフガング・フィッシャー (CDU) である。フィッシャーは2009年に 56.5 % の票を獲得して新たなオルスベルク市長に当選した。2014年の市長選挙で彼は、市長職を守った。

#### 歴代市長
1975年の市町村合併後の市長を以下に列記する。
- 1975年 - 1992年: ヨーゼフ・ニッゲマン[44]
- 1992年 - 1999年: ヴェルナー・メンケ[45]
- 1999年 - 2009年: エルマー・ロイター[46]
- 2009年 -　: ヴォルフガング・フィッシャー

### 紋章
図柄: 黄色地と赤地に四分割。その上に浮かぶ黒いリング。リングが地色の境界を跨ぐ箇所に黒い四角形。
解説: 黄色地と赤地に四分割するのは、現在オルスベルクに含まれる旧ブルンスカペル町の紋章に由来する。金と赤は、ブルンスカペルのグート・ヴィルデンベルクを本拠地としたグラーフシャフト家の代官の色である。4つの黒い四角形を持つ宙に浮いた黒いリングは、4つの岩からなるブルーフハウザー・シュタイネを持つイステンベルクのゲルマン時代の避難城砦を象徴している。また、ルール川、ネーガー川、エルペ川、メーデバッハ川あるいはギールスコップ川の4つの谷に点在するかつての町村が合併して形成されたオルスベルク市の重要な地域的特徴を示している。黒いリングはオルスベルクの頭文字「O」を示すものである。この紋章の公的な認可は1978年3月10日に発出された。
旗の図柄: 長辺沿いに、黄色と赤の等幅7本のストライプ。旗竿寄りは黄色地の正方形で、その中に市の紋章の黒いリングが描かれている。
幟の図柄: 長辺沿いに、黄色と赤の等幅7本のストライプ。旗竿寄りは黄色地の正方形で、その中に市の紋章の黒いリングが描かれている。
印章の図柄: 印章には市の紋章の図柄と、輪郭に沿って上部に「Stadt Olsberg」、下部により小さな文字で「Hochsauerlandkreis」の文字が記されている。

### 姉妹都市
オルスベルクは以下の都市と姉妹都市協定を結んでいる
- フリュージュ（フランス語版、英語版）（フランス、パ＝ド＝カレー県）1965年
- オルスベルク（ドイツ語版、英語版）（スイス、アールガウ州）1974年
- イェーシュタット（ドイツ語版、英語版）（ドイツ、ザクセン州）1990年

## 文化と見所

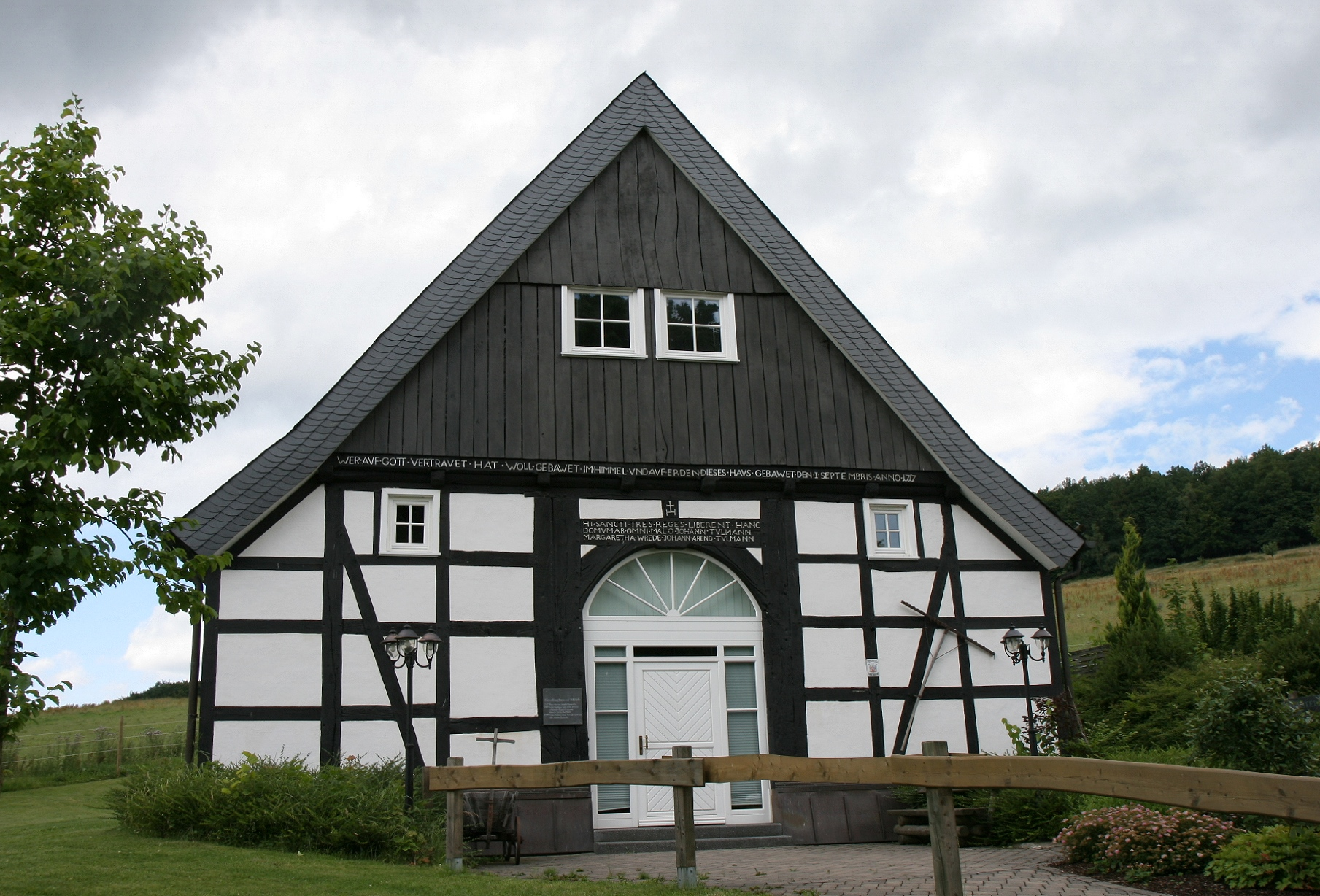
郷土博物館「アルテ・ミューレ」

オルスベルクの市域内には数多くの見所がある。オルスベルクの最も有名な名所ブルーフハウゼン地区のブルーフハウザー・シュタイネもその一つである。

### 博物館
ブルーフハウゼン、アシングハウゼン、ヴルメリングハウゼンの郷土博物館は、文化史上の大きな広がりを示している。ゲヴェリングハウゼンにはアフリカ博物館フォクトや郷土博物館「アルテ・ミューレ」がある。ブルーフハウゼン地区には歴史的な釘職人の鍛冶屋が、アシングハウゼンにはフリードリヒ＝ヴィルヘルム＝グリンメ記念館がある。

### 観光坑道
アイゼンベルクでは、遅くとも14世紀中頃から鉄の採掘が行われてきた。フィリップ坑は見学者のために再び通れるようになっている。さらにヴルメリングハウゼンの坑道やヘルメリングハウゼンのヒラリウス坑もある。

### 建築物

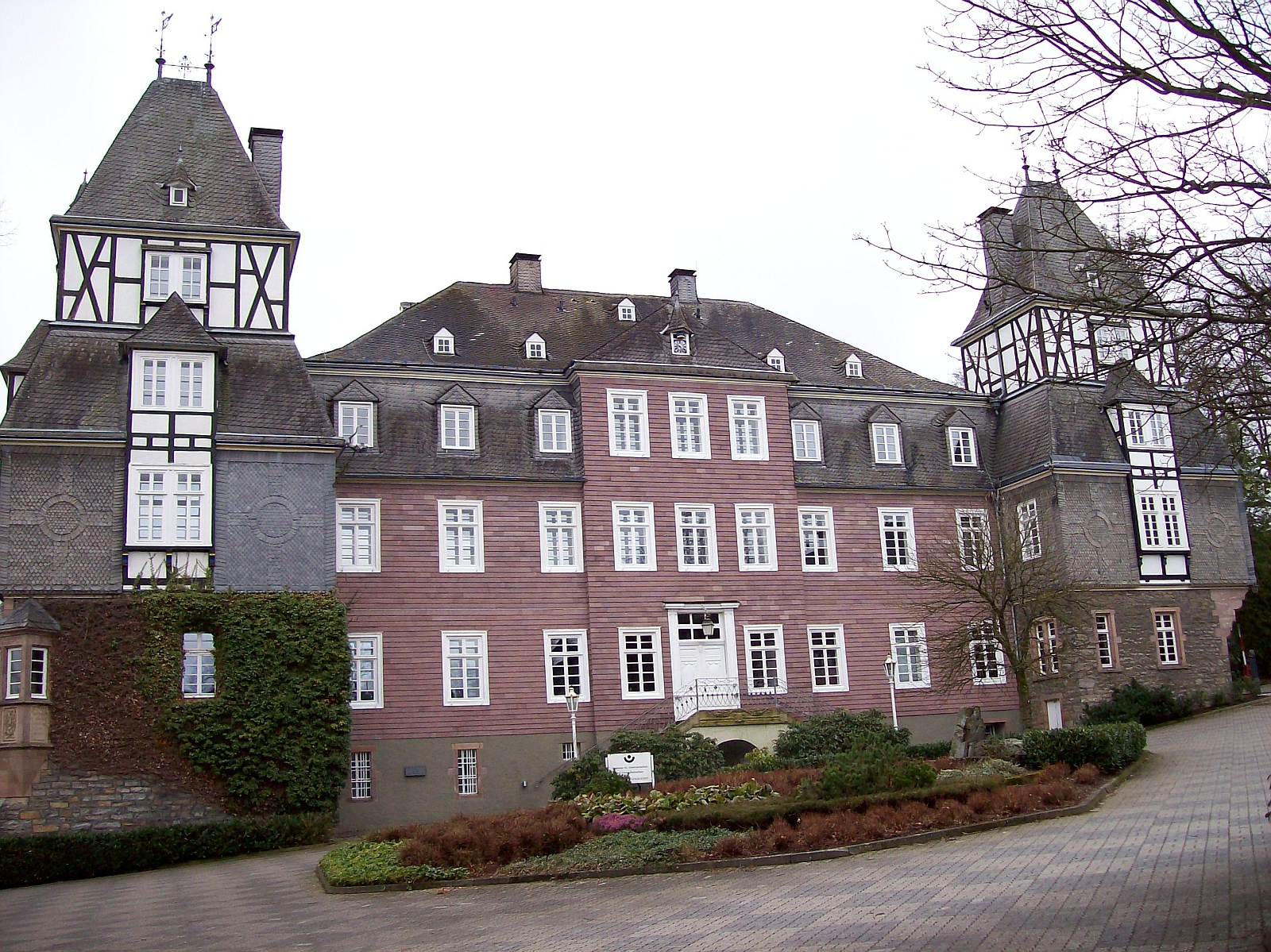
ゲヴェリングハウゼン城

市域内には5つの城館がある。城館はアントフェルト、ビッゲ、ブルーフハウゼン、ブルンスカペル、ゲヴェリングハウゼンの各地区にある。ベルンハルト・クリストフ・フォン・シャーデは1705年にアントフェルト城を建設した。この城館は、先代の建物跡に建てられたバロック様式三翼建築で、リップシュタットの建築マイスターであるニコラウス・ヴルムシュティヒによって建設された。ブルーフハウゼン城は、ブルーフハウザー・シュタイネの麓、高度約 450 m に建てられている。ゲヴェリングハウゼン城は同名の地区内にある。女性詩人のアネッテ・フォン・ドロステ＝ヒュルスホフは1824年と1831年に客としてこの城館に滞在した。おそらく1183年に建造されたシェレンシュタイン城は1270年に初めて文献に登場する。ヴィルデンベルク城には、グラーフシャフト領主家がグラーフシャフト修道院の代官として居住していた。

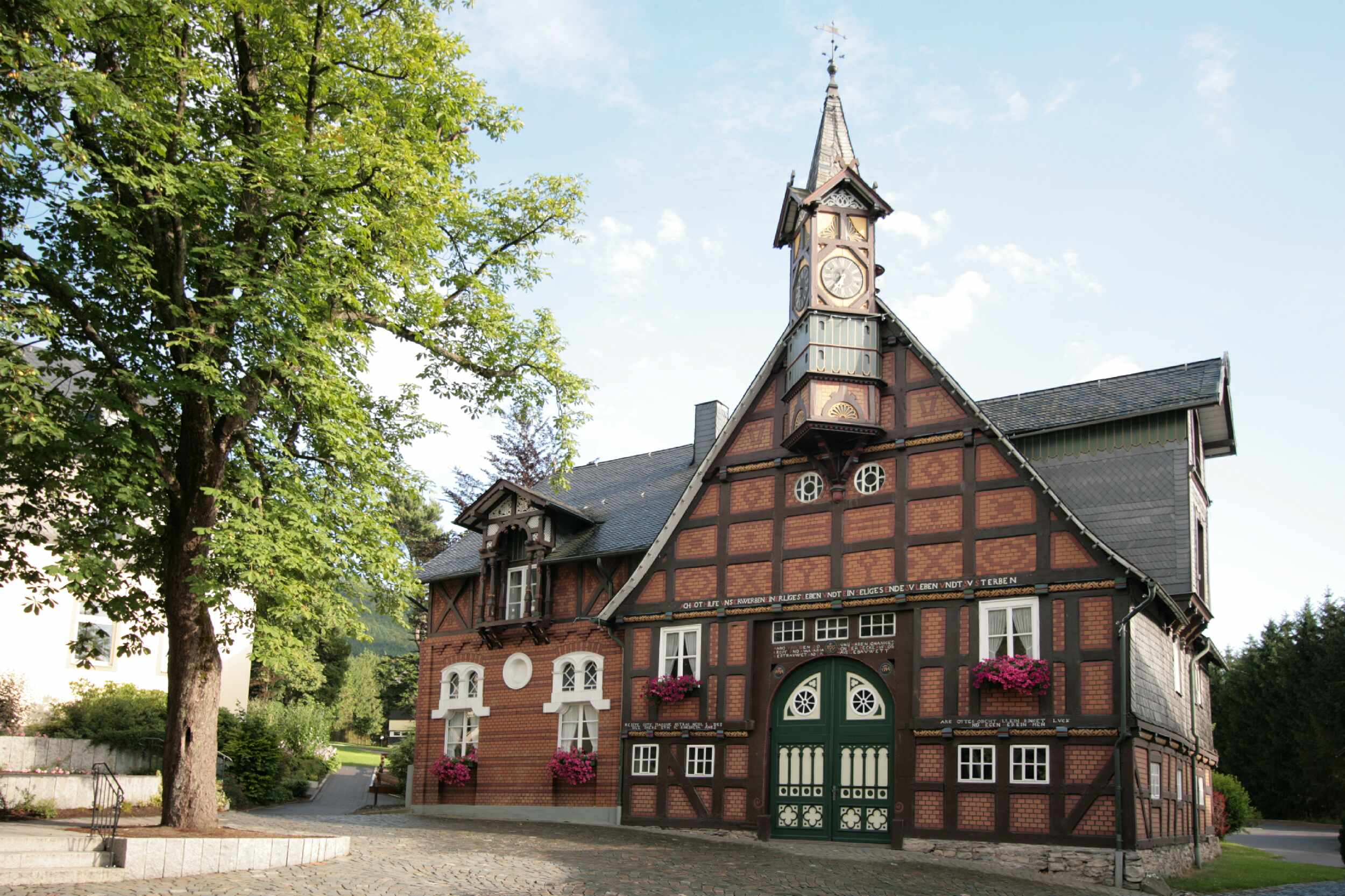
クロプフシェス・ハウス

クロプフシェス・ハウスは、元々はオルスベルクの同業組合の建物であった。この建物は18世紀の初めに建設され、その後何度も増改築が繰り返された。旧アドラー薬局は、背後部分が1678年に、全面部分は1769年または早くも1604年に建設された木組み建築である。19世紀にはここに薬局が入っていた。
ビッゲの聖マルティン教会は後期バロック様式で建設された。この教会は11世紀から13世紀に造営された。1222年に聖マルティヌス教会として初めて文献に記録されている。注目すべきはオルガンの前面管である。その後大きなバラ窓を持つネオロマネスク様式の翼廊が設けられた。アシングハウゼンのロイゼン倉庫とライゼン倉庫はかつての十分の一税倉庫で、1556年に建設された。この倉庫はオルスベルクに現存する最も古い世俗建造物である。アシングハウゼンのグリンメハウスは1800年頃に学校の校舎として、フランケン式木組み建築様式で建設された。
- アントフェルト城
- ブルーフハウゼン城
- シェレンシュタイン城
- ヴィルデンベルク城
- ビッゲの聖マルティン教会のオルガン
- アシングハウゼンのライゼン倉庫

### 自然・景観保護
2004年4月15日から、オルスベルクの市域に対する景観計画が設けられた。この計画では、すでに家屋が建ち並ぶ集落や区画計画地域の外側を、たとえば自然保護区 (NSG) などのより高度の保護状態にない限り、景観保護地区とすることが定められた。

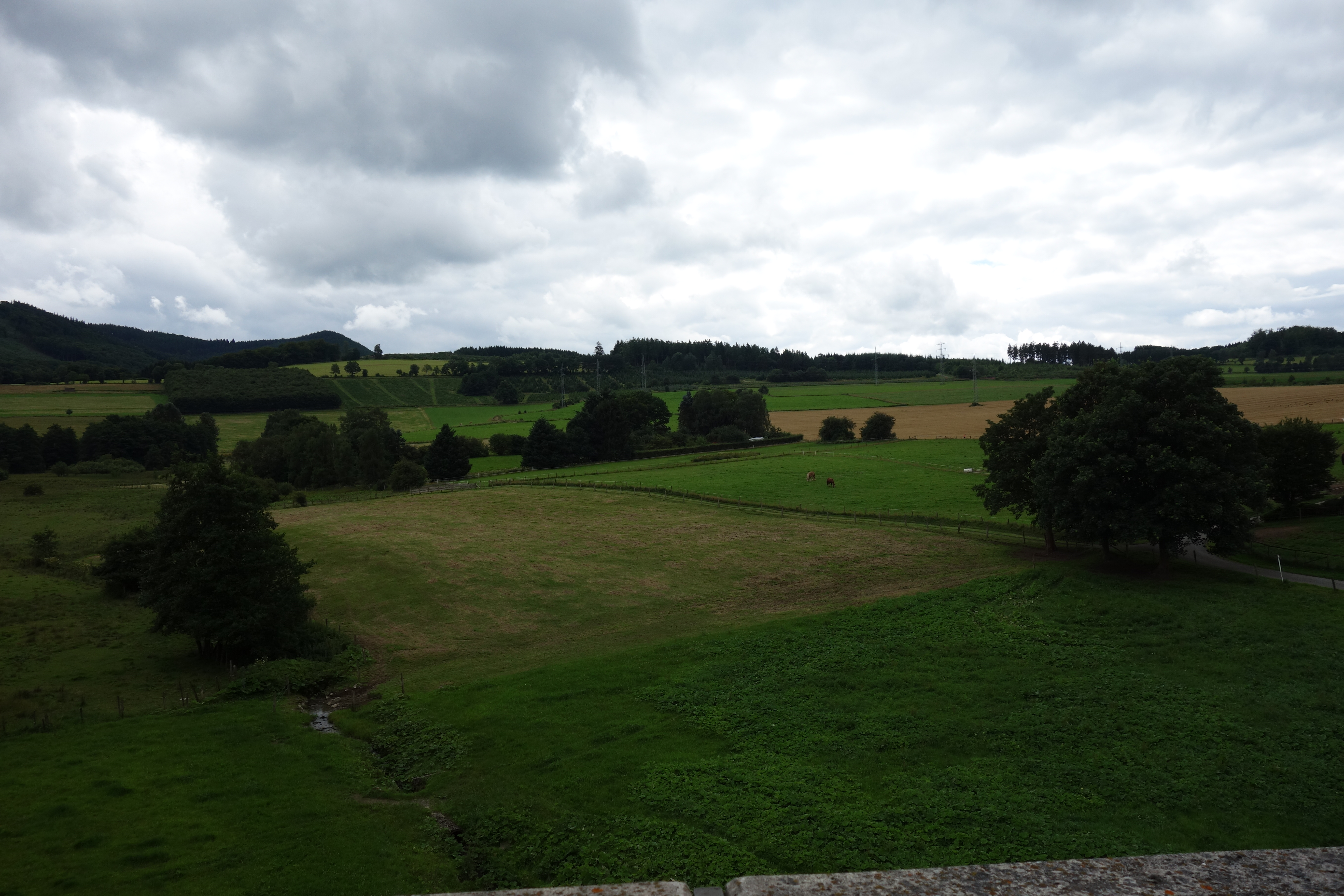
ビッゲとヘルメリングハウゼンとの間のエクステンシブグリューンラント景観保護地区

景観保護地区は、タイプA、B、Cにランク分けされ、これに応じて自然保護に関する異なる対応がなされる。景観保護地区タイプA「一般的景観保護区」では、建物の建設が禁止されている。タイプB「集落周辺および景観的特徴地区」では、さらにクリスマスツリー栽培地の造営を含め、追加の植林が禁止されている。タイプC「水辺の草地および重要な緑地」では緑地や休耕地の転用が禁止されている。タイプAの景観保護区は 7,947.1 ha である。タイプB は11か所でそれぞれ 9.1 ha から 275.8 haの広さがある。タイプC は7.3 ha から 47.8 ha の土地11か所が指定されている。
自然保護区は、0.5 ha から 168.9 ha のものまで合わせて46か所ある。最も有名な自然保護区がブルーフハウザー・シュタイネである。珍しい植物、地衣類、苔などの他に、ワシミミズクやハヤブサの抱卵地でもある。ブルーフハウザー・シュタイネは、オルスベルク唯一のEU-鳥類保護区であり、さらに欧州保護地域（FFH-地域）にも指定されている。この他に、「ルール地域」（ルールタールの一部をふくむ）、「オルスベルクおよびベストヴィヒ近郊の洞窟と坑道」、「エルペ近郊の山峡の森」、「ニーダースフェルト北部の山峡の森」がFFH-地域に指定されている。大きく、しばしば多くの部分地区からなる FFH-地域は、異なる保護カテゴリに分類されている多くの自然保護地域や土地を包含している。10の部分地区からなるFFH-地域であるオルスベルクおよびベストヴィヒ近郊の洞窟と坑道には、10の洞窟や坑道が含まれる。洞窟や坑道は、コウモリの地域を超えて重要な越冬地となっている。
市域内には、39の保護指定された景観要素 (LB)、144の法的に保護されたビオトープ（これらは同時に他に保護カテゴリにも分類されている）、54の自然文化財もある。自然文化財の内20件が単独の樹木または重要な樹木群で、他の34件が岩石である。
オルスベルクには特に、ナベコウ、アオサギ、ワタリガラス、ワシミミズク、アカトビといった大型鳥類が見られる。

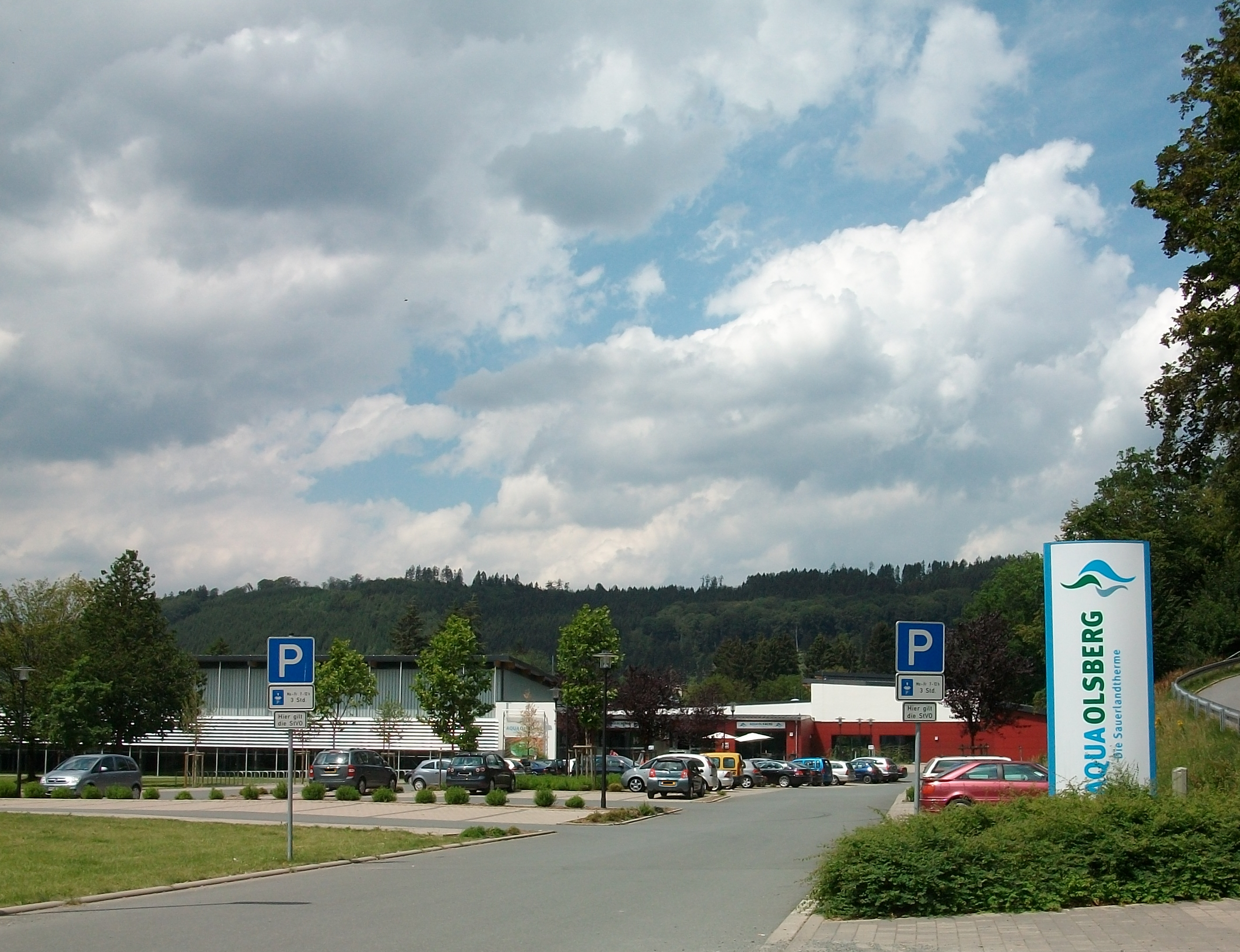
アクア・オルスベルク

### スポーツ
ルールタール自転車道がオルスベルクを通っている。パラグライダー訓練センターとツーリングの集合地点がエルペ地区にある。ウィンタースポーツは、ブルーフハウゼン地区のシュテルンロート・スキー場で楽しむことができる。アクア・オルスベルクは、塩水浴、クナイプ式水浴、森のサウナ、レジャープールが設備されている。

### 年中行事
すべての市区で、様々な週の週末に射撃祭が開催される。さらにルール河畔のコンサートホール（座席 1100席、立ち見では2000人まで収容できる）では定期的に演奏会が開催される。

## 経済と社会資本

### 経済発展
オルスベルク地域では、工業化以前の時代に鉄採掘、鉄製造、加工が行われていた。様々な集落に釘鍛冶が存在していた。1804年からは、「ブルーフハウゼン、エレリングハウゼン、ビッゲ、オルスベルク、アシングハウゼン、ジルバッハ、シュマレンベルクは恐ろしい数の釘で組み立てられている」と言われた。しかしこの地方の家内手工業による釘製造は、工業的に製造される釘に対して競争力を持たなかった。すでに19世紀前半にはブルーフハウゼン村における釘製造は縮小し、20世紀になるまで副業として営まれた。オルスベルガー・ヒュッテはオーブンの製造に特化して存続した。

### 経済構造

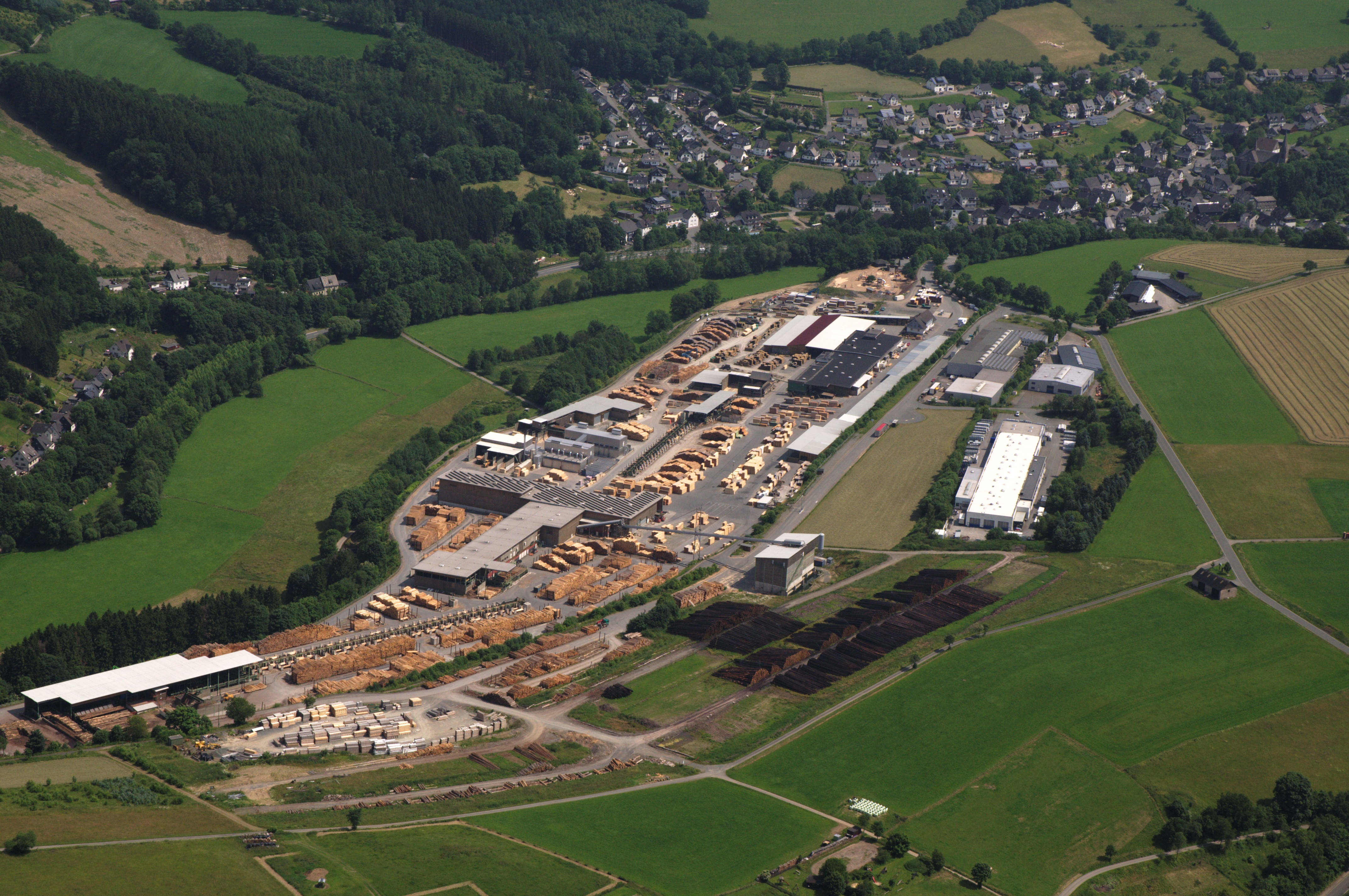
オルスベルク＝アシングハウゼンのザウアーラント製材所

製鉄業の伝統に基づき、製造業は現在も地方経済の重要な軸足となっている。特に電子オーブンで知られる加熱器具製造のオルスベルガー・ヒュッテ（2014年以降はオルスベルク GmbH）の他に、同じく伝統的な企業であるビッゲの金属加工業者 F. W. オーフェントロプ GmbH & Co. KG がある。ビッゲのヒュッテマン・ホルツ GmbH & Co. KG は1891年に設立された。この会社は1990年から4代目が運営する家族企業である。ヴィスマールにも支社を有している。この他にビッゲには HSK ドゥシュカビネンバウ KG（シャワー室ユニット製造）がある。
2つめの軸足が健康・保健産業である。ゼバスティアン・クナイプの弟子グリューネ博士が1894年にサナトリウムを建設したことで、この基盤が創られた。現在このクナイプ式水浴の街には多くの病院や、健康・保健分野の施設が存在している。
現在の第3の経済的軸足が観光業である。市は散策・サイクリングのツーリズムを作成している。ロタールシュタイクやザウアーラント＝ヴァルトルートが市内を通っている。この他、オルスベルクはベルクヴァンダーパルク・ザウアーラント（直訳「ザウアーラント山歩きパーク」）の一部になっている。サイクリング客にはオルスベルクを通るルールタール自転車道がある。アクア・オルスベルクには塩水浴も用意されている。
2002年現在この街には5,115人の社会保険支払い義務のある労働者がいる。このうち多く（2,276人）が加工業に従事している。サービス業（公共機関職員を除く）は1,715人である。商業には 362人が就いている。

### 交通

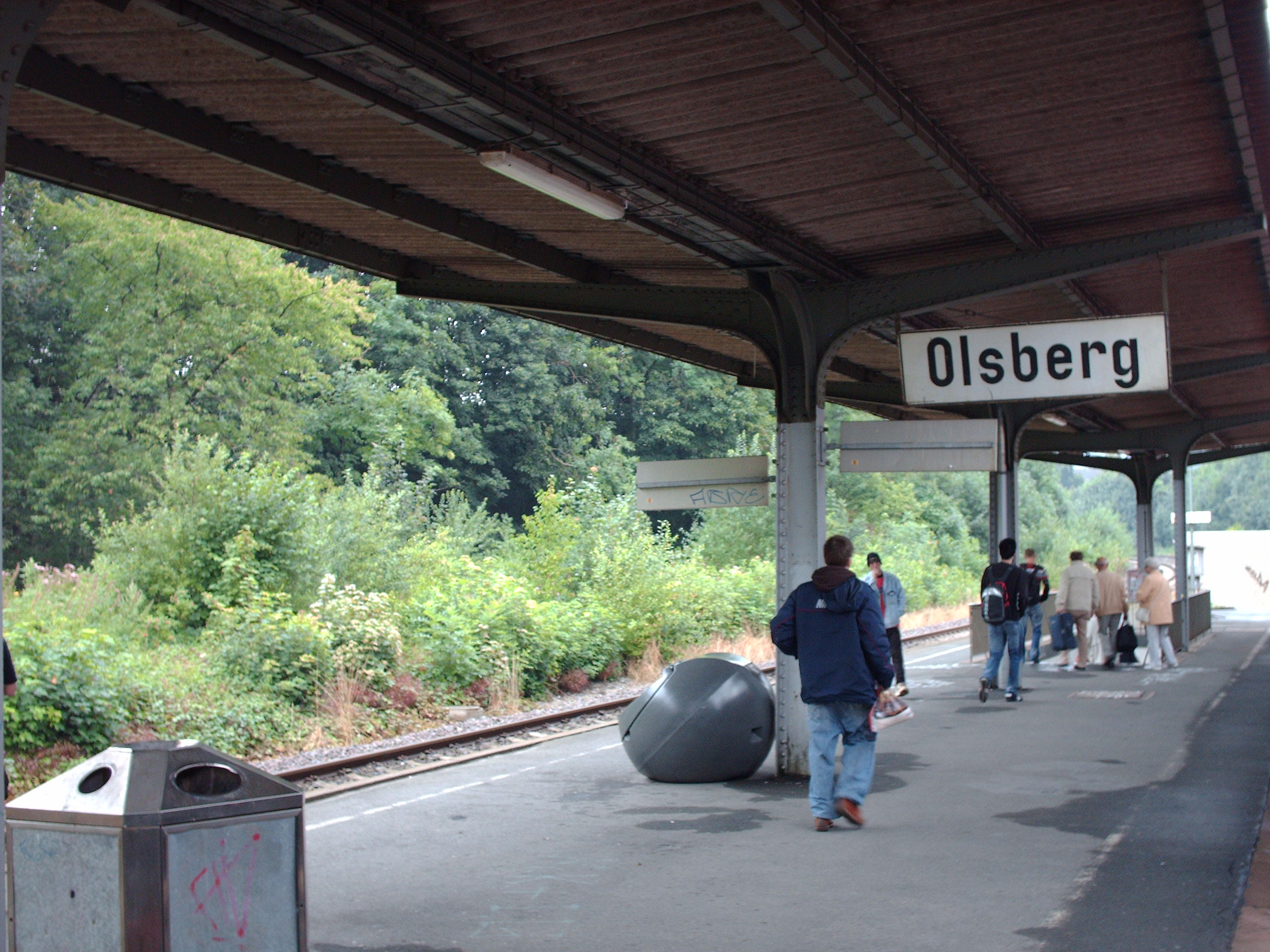
オルスベルク駅

オルスベルクは連邦道 B7号線と B480号線に面している。B7号線を西に向かうとベストヴィヒ・インターチェンジで連邦アウトバーン A46号線に接続する。B480号線経由でアウトバーンのヴュネンベルク＝ハーレン・ジャンクションに至る。ここではビーレフェルト方面（A33号線）とカッセル方面（A44号線）のアウトバーンが交差している。南方面にはマールブルクが位置している。バイパス道路の B480n号線は2010年11月5日に開通した（工事開始は2005年）。この道路は、ローゼンベルクトンネルを通ってビッゲからこの街に入り、シュタインヘレまで市街中心部を迂回している。この道路の建設費は3千万ユーロであった。
オーベラー・ルールタール鉄道ハーゲン - ヴァールブルク線のオルスベルク駅をからローカル列車に乗って1時間で乗換駅のハーゲン/ドルトムントあるいはヴァールブルクに到着する。一部の列車は、ICE停車駅のカッセル＝ヴィルヘルムスヘーエ駅まで直通運行している。2011年12月からブリーロン・シュタット行きも再開された。ビッゲ駅は、ベストヴィヒからヴィンターベルクにいたるヌトラー - フランケンベルク線の駅である。ブルンスカペル、エレリングハウゼン、ヴルメリングハウゼンの駅は廃止された。

### メディア
オルスベルクでは、ローカル面を有する日刊紙として WAZ-メディアグループに属す「ヴェストファーレンポスト」が刊行されている。この他に水曜日と日曜日にフリーペーパーの「ザウアーラントクリアー」と「ブリーロナー・アンツァイガー」が配布されている。ローカルラジオのラジオ・ザウアーラントはメシェデ送信所から放送されている。

#### WDR の送信所
オルスベルクには、高さ 58 m の1985年に建設された WDR の送信塔がある。この塔は重量 50 トン、直径は下部で 2.20 m、上部が 1.60 m で、北緯51度20分20秒 東経08度30分17秒 / 北緯51.33889度 東経8.50472度に位置しており、以下のプログラムを放送している。
| 放送                               | 周波数    | 出力  |
| ---------------------------------- | --------- | ----- |
| WDR 5                              | 98.6 MHz  | 10 kW |
| WDR 2 スタジオ・ジーゲン           | 102.1 MHz | 10 kW |
| WDR 4                              | 104.1 MHz | 10 kW |
| ドイチュラントラジオ・クルトゥール | 106.1 MHz | 10 kW |
| アインス・ライブ                   | 107.0 MHz | 10 kW |

### 教育

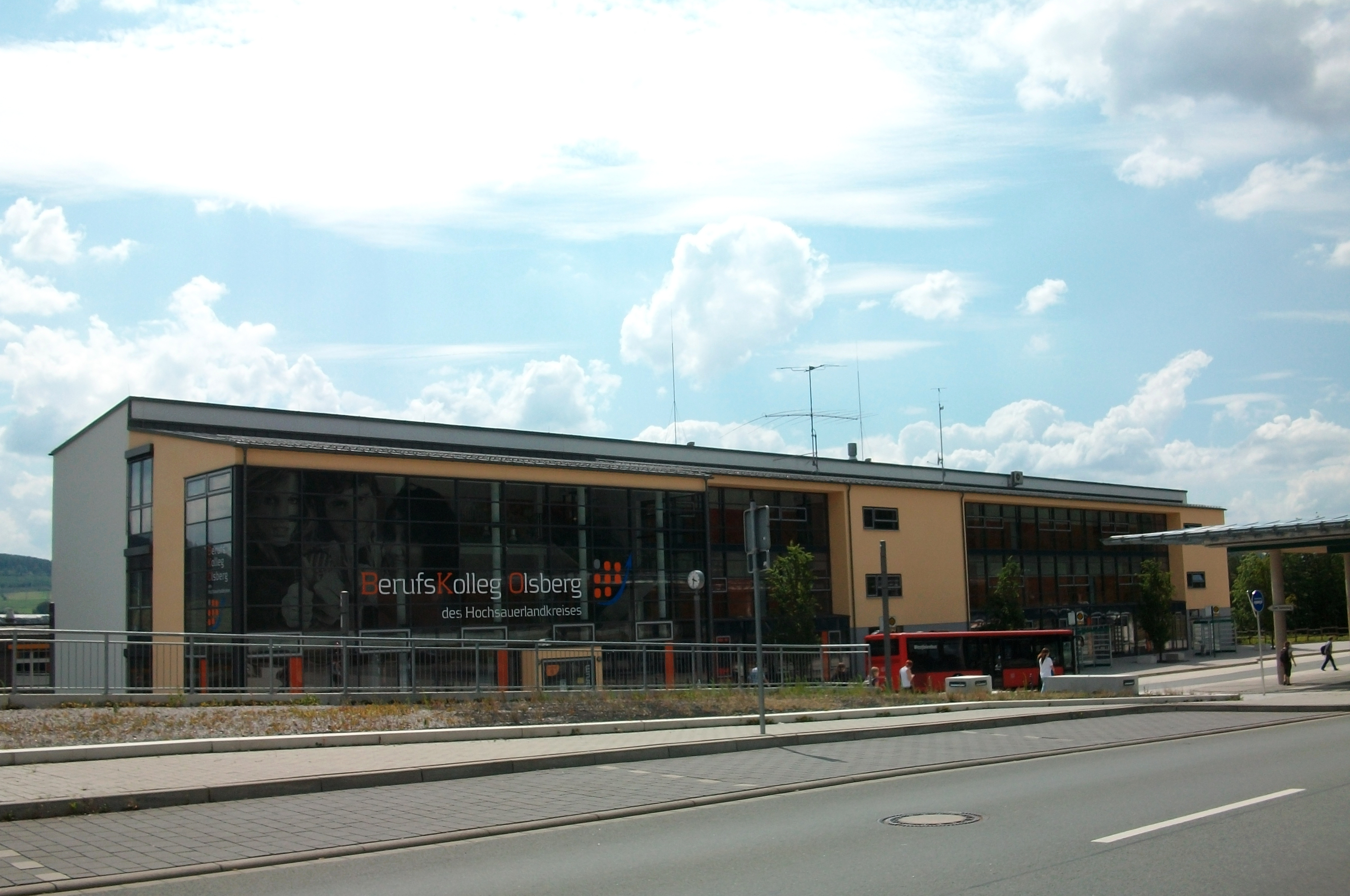
オルスベルク職業補習専門学校

オルスベルクでは、多くの集落に幼稚園がある。一部は市立（ヴィーメリングハウゼン、オルスベルク、エルペ、ブルーフハウゼン、アシングハウゼン）、一部はカトリック教会が運営している（アントフェルト聖ヴィンツェンツ幼稚園、オルスベルク聖ニコラウス幼稚園、ビッゲ聖マルティン幼稚園）。教会が運営する施設としては、ファミリーセンターやカトリック幼稚園エレリングハウゼン聖ラウレンティウスもある。この他に、個別看護が必要な障害児のためのキンダーネスト、身体・精神障害児のための聖アンドレアス治療教育幼稚園やゾンネンシャイン治療教育幼稚園がある。
市は、各地区に基礎課程学校を運営している（ビッゲの聖マルティヌス基礎課程学校、ヴィーメリングハウゼンに分校を有するオルスベルクのカーディナル＝フォン＝ガーレン＝シューレ、ブルーフハウゼンの聖フランツィスクス基礎課程学校）。ゼクンダーシュトゥーフェ I の学校としては、市立の本課程学校と実科学校があった。これらの学校形態は終了し、2012年にゼクンダーシューレが設けられた。
本市で重要なのが養護学校である。ビッゲのシューレ・アン・デア・ルールアウエは身体・運動発達に養護重点を置いた養護学校である。この全日制学校では約200人が学んでいる。その大部分は通学生である。この他に寄宿生もいる。ここにはノルトライン＝ヴェストファーレン州のほぼ全域からの学生がいる。通学地域は、ホーホタウヌス郡の東部とゾースト郡の一部である。これに加えて、学習に養護重点を置いた市立養護学校がオルスベルクにある。ビッゲ・ヨーゼフスハイムのハインリヒ＝ゾンマー職業補習高等学校は、障害を持つ人を雇用市場に適応させることを目標に質の高い職長訓練が行われている。
地域的重要なのは、オルスベルク職業補習専門学校（ホーホザウアーラントの職業教育、職業専門教育、専門教育、専門上級教育学校）である。この学校はホーホザウアーラント郡の施設であり、約2,000人の学生が在籍している。

## 人物

### 出身者
- フランツ・フィッシャー（1901年 - 1989年）親衛隊特務曹長
- ヴォルフガング・パウル（ドイツ語版、英語版）（1940年 - ）サッカー選手
- ペーター・リーゼ（ドイツ語版、英語版）（1965年 - ）欧州議会議員

## 関連資料

### 書籍
- Cramer, Hugo (1955). Der Landkreis Brilon im Zweiten Weltkriege 1939–1945
- Rüther, Josef (1956). Heimatgeschichte des Kreises Brilon. Münster
- Bünermann, Martin (1970). Die Gemeinden des ersten Neugliederungsprogramms in Nordrhein-Westfalen. Köln: Deutscher Gemeindeverlag
- Bünermann, Martin; Köstering, Heinz (1975). Köln: Deutscher Gemeindeverlag. ISBN 3-555-30092-X
- Statistisches Bundesamt, ed (1983). Historisches Gemeindeverzeichnis für die Bundesrepublik Deutschland. Namens-, Grenz- und Schlüsselnummernänderungen bei Gemeinden, Kreisen und Regierungsbezirken vom 27.5.1970 bis 31.12.1982. Stuttgart/Mainz: W. Kohlhammer GmbH. ISBN 978-3-17-003263-7
- Winkelmann, Wilhelm (1983). Die Bruchhauser Steine bei Olsberg, Hochsauerlandkreis. Frühe Burgen in Westfalen 3. Münster
- Krause, Jochen (1983). Olsberg. Geschichte und Tradition. 100 Jahre Spar- und Darlehenskasse Olsberg-Bigge. Drees
- Droste, Fritz (1983)
- Mues, Willi (1984). Der große Kessel. Eine Dokumentation über das Ende des Zweiten Weltkrieges zwischen Lippe und Ruhr/Sieg und Lenne. Erwitte: W. Mues. ISBN 978-3-9800968-2-9
- Bruns, Alfred (1988). “Das Gau Westfalen-Süd”. Das Hakenkreuz im Sauerland. Schmallenberg
- Verein für Natur- und Vogelschutz im Hochsauerlandkreis e.V., ed (1998). Handbuch Natur: Tier- und Pflanzenwelt im Hochsauerland. ASIN B0053SLD8W
- Droste, Fritz; Stöber, Johannes; Völlmecke, Erich; Müller, Hans. Stadt Olsberg – Ihre Dörfer in der Geschichte, Band 2. Olsberg: Berufsbildungswerk Josefsheim Bigge. ISBN 978-3-925680-29-8
- Peyrer, Ulrike (1999). “Olsberg”. In Heinz Heinebrg. Der Hochsauerlandkreis. Städte und Gemeinden in Westfalen. 6. Münster: Ardey-Verlag. ISBN 978-3-87023-100-2
- Wilfried Reinighaus, Horst Conrad, ed (1999). Für Freiheit und Recht. Westfalen und Lippe in der Revolution 1848/49. Münster. p. 33
- Hahnwald, Jens (2001). “Schwarze Brüder in rotem Unterzeug. Arbeiter und Arbeiterbewegung in den Kreisen Arnsberg, Brilon und Meschede 1889–1914”. In Karl-Peter Ellerbrock, Tanja Bessler-Worbs. Wirtschaft und Gesellschaft im südöstlichen Westfalen. Dortmund
- Kracht, Peter (2005). Sauerland, Siegerland und Wittgensteiner Land. Münster: Aschendorff. ISBN 978-3-402-05497-0
- Götte, Richard. Flora im östlichen Sauerland, Verbreitungskarten für alle Farn- und Blütenpflanzen auf dem Gebiet der Städte Brilon, Marsberg, Olsberg, Winterberg, Medebach, Marsberg und der Gemeinde Bestwig. Arnsberg: Verein für Natur- und Vogelschutz im HSK. ISBN 978-3-00-021099-0
- Nieder, Elisabeth (2009/2). “Olsberg”. Sauerland.
- Aschoff, Diethard (2009). “Juden im Herzogtum Westfalen”. In Harm Klueting. Das Herzogtum Westfalen, Bd. 1: Das Herzogtum Westfalen: Das kurkölnische Westfalen von den Anfängen kölnischer Herrschaft im südlichen Westfalen bis zu Säkularisation 1803. Münster. ISBN 978-3-402-12827-5

これらの文献は、翻訳元であるドイツ語版の参考文献として挙げられていたものであり、日本語版作成に際し直接参照してはおりません。

### ウェブ
- “Landschaftsplan Olsberg” (PDF) (2004年). 2018年3月20日閲覧。
- “Hauptsatzung der Stadt Olsberg” (PDF) (2017年7月6日). 2018年3月11日閲覧。
- “Kommunalprofil Olsberg, Stadt” (PDF).   Information und Technik Nordrhein-Westfalen (IT.NRW) (2017年5月31日). 2018年3月11日閲覧。